# Csü Po (labdarúgó)
Csü Po (Qu Bo) (egyszerűsített kínai írással: 曲波; Tiencsin (Tianjin), 1981. július 15. –) kínai válogatott labdarúgó. Tagja volt a 2002-es világbajnokságon szereplő kínai válogatott keretének.

## Pályafutása

### Klubcsapatokban
Csü Po szülővárosának csapatában, a tiencsini Lokomotívban kezdte pályafutását, majd 2000-ben szerződött a Csingtao Jonoon csapatához. Első bajnoki idényében tizenhét bajnoki mérkőzésen kapott lehetőséget, ezeken pedig nyolc gólt szerzett, teljesítménye elismeréséül pedig őt választotta a Kínai labdarúgó-szövetség a szezon végén az év fiatal labdarúgójának. Az ezt követő időszakban is meghatározó tagja maradt a csapatának, szerepelt a 2002-es világbajnokságon is, és az ott nyújtott teljesítményével felhívta magára az angol élvonalbeli Tottenham Hotspur figyelmét is. Az angol klubnál egy hónapot töltött, végül nem kapott munkavállalási szerződést és így a csapat sem kínált neki kontraktust. A Csingtaóhoz visszatérve a 2002-es szezon végén kupagyőzelmet ünnepelhetett.
2010. február 22-én tíz év elteltével távozott a klubtól és a Kujcsou Rénhé játékosa lett, ahol 2010. március 28-án mutatkozott be tétmérkőzésen. 2014. június 3-án a Csingtao Huanghajban folytatta pályafutását, itt 2014. július 19-én debütált tétmérkőzésen. 
2016. január 5-én szülővárosába visszatérve a Tiencsin Teda játékosa lett a kínai élvonalban, a Szuperligában. Összesen hat bajnokit játszott a csapat színeiben, 2017. március 2-án jelentette be visszavonulását.

### A válogatottban
A 2000-es U19-es Ázsia-bajnokságon négy gólig jutott a kínai korosztályos válogatott színeiben és szerepelt a 2001-es ifjúsági labdarúgó-világbajnokságon is. Teljesítményére a felnőtt válogatott szövetségi kapitánya, Bora Milutinović is felfigyelt és meghívta a nemzeti csapat keretébe. Részt vett a 2002-es világbajnokságon is. 2010. február 10-én a tokiói Ajinomoto stadionban 3-0 arányban legyőzte Dél-Korea csapatát, ezzel pedig megtörte a 32 éve, 1978 óta tartó nyeretlenségi szériáját riválisa ellen. A találkozó egyik legjobbja Csü Po volt, aki gólt ugyan nem szerzett, de mindegyik találatban kulcsszerepet játszott. Szerepelt a 2011-es Ázsia-kupán és bár 2001 valamint 2011 között 78 alkalommal lépett pályára a válogatottban sérülések és egyéb okok miatt állandó helyet nem tudott kiharcolni magának a csapatban. Nem hívták meg a 2004-es Ázsia-kupán szereplő válogatottba sem, a 2007-es tornát pedig sérülés miatt kellett kihagynia.

## Játékstílusa
Csü Po elsősorban sebességéről volt ismert, gyors játékosnak számított nemzetközi szinten is.  

## Magánélet
Házas, 2011. november 11-én nősült meg. Egy fiúgyermeke van, aki 2014. január 26-án született.

## Sikerei, díjai
Csingtao Jonoon
- Kínai Kupa-győztes: 2002

Kujcsou Rénhé
- Kínai Kupa-győztes: 2013[15]
- Kínai Szuperkupa-győztes: 2014

Kína
- A Kelet-ázsiai labdarúgó-bajnokság győztese: 2010

Egyéni elismerés
- Az év fiatal játékosa a Kínai labdarúgó-szövetség szavazásán: 2000
- Kínai Szuperliga, az év csapatának tagja: 2009